# Публий Лукреций Триципитин
Публий Лукреций Триципитин (лат. Publius Lucretius Tricipitinus) — римский политический деятель конца V века до н. э.
Триципитин происходил из знатного и старинного рода Лукрециев. Его отцом был консул Луций Лукреций Триципитин, а братом Гост Лукреций Триципитин.
О его карьере ничего неизвестно, кроме того, что он назначался два раза военным трибуном с консульской властью — в 419 году до н. э и в 417 году до н. э.